# 윤인수 (기자)
윤인수 은 대한민국의 jibs 뉴스 기자이다.